# Манский (Красноярский край)
Манский — посёлок в городском округе город Дивногорск Красноярского края России. 
Был передан в подчинение администрации Дивногорска Законом Красноярского края от 22 января 1999 года № 5-274, до того посёлок находился в административном подчинении рабочего посёлка Берёзовки Берёзовского района.

## География
Поселок расположен на правом берегу реки Мана примерно в 7 километрах на юго-восток от города Дивногорск.

## Климат
Климат резко континентальный с большой годовой (38ºС) и суточной (12º-14ºС) амплитудой колебаний температуры воздуха. Температура воздуха. Средняя годовая температура воздуха положительная и составляет 0,5º - 0,6ºС. Самым холодным месяцем в году является январь – минус 17ºС, самым жарким является июль – плюс 18,4ºС. Абсолютный минимум минус 53ºС, абсолютный максимум плюс 36ºС. Переход температуры воздуха через 0º С осенью происходит в начале последней декады октября, весной в первой декаде апреля. Продолжительность безморозного периода 118 дней.

## История
Посёлок когда-то был базой для подсобного хозяйства, однако затем пришел в упадок. На месте бывшего сельхозпредприятия построен коттеджный посёлок со своей инфраструктурой, центральным водопроводом, магазинами, охранной структурой.

## Население
| 1989 | 2002 | 2010 |
| ---- | ---- | ---- |
| 140  | ↗204 | ↗302 |

Постоянное население составляло 204 человека в 2002 году (79% русские).

## Инфраструктура
Базы отдыха «Манский», «Манская петля», «Манский бриз»

## Достопримечательности
Манская петля.

## Транспорт
Автобус № 104 до Дивногорска (через п.Усть-Мана).